# Ataman А093
Il Ataman А093 è un modello di autobus costruito dal 2012. Prodotto da JSC "Cherkasy Bus". Tra il 2010 e il 2012 è stato prodotto con il nome di Bogdan A093 prima che il restyling fosse realizzato. L'autobus ha una struttura basata sul telaio e sulle unità principali degli autobus giapponesi Isuzu.
Dopo che l'azienda ha messo fuori produzione il Bogdan nel 2011 e ha subito un restyling nel 2012, tutti i modelli di autobus prodotti hanno cambiato nome da Bogdan a Ataman.

## Differenza dal Bogdan

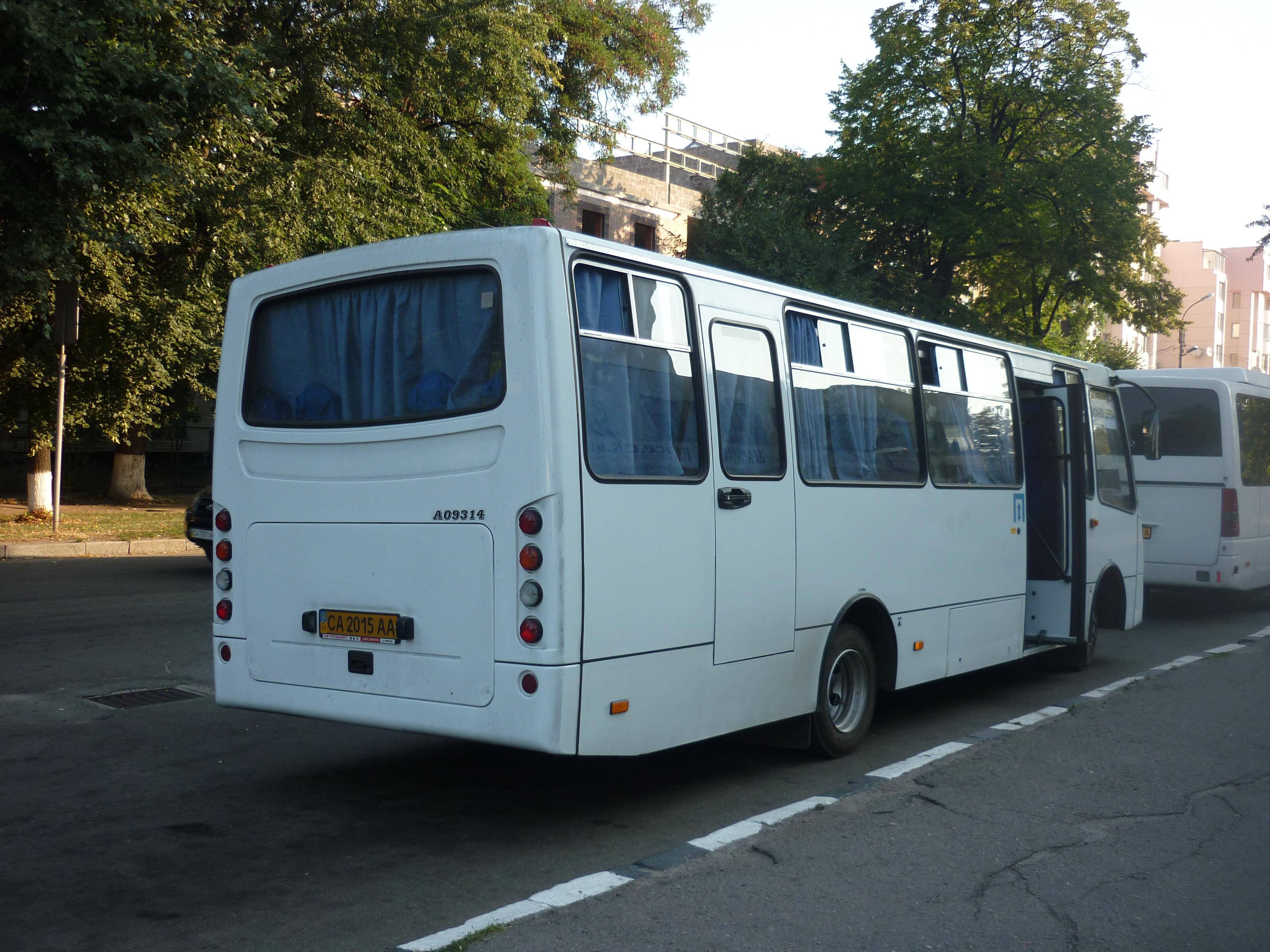
Il retro dell'AtamanA09314

Sono state apportate più di 25 modifiche al design dell'autobus in termini di prestazioni, di allestimento interni ed esterni. Ci sono stati cambiamenti nella tecnologia di produzione, nei componenti e nei materiali sostituiti da componenti moderni e di alta qualità. Le modifiche sono elencate di seguito:
- il raccordo è realizzato in solida lamiera di acciaio zincato;

- è nuovo il design del paraurti anteriore, dei pannelli dei fari, della griglia posteriore, del vetro e del paraurti, del cofano del bagagliaio;

- presa d'aria modificata per il filtro dell'aria;

- sostituito il design degli specchietti esterni destro e sinistro;

- aggiunto la copertura di alluminio sulla parte più bassa della porta del guidatore;

- le batterie ricaricabili e i pezzi di ricambio vengono trasferiti nei vani di babordo;

- il vano ruota di scorta è stato chiuso con nuova tecnologia di fissaggio;

- una apertura è installata nella seconda finestra a destra;

- aumento del volume dei vani di carico a 1,95 m³;

- maggiore angolo di distacco dei coperchi del vano di carico;

- sono stati installati fari, fendinebbia e indicatori di direzione Hella;

- fanali posteriori a LED installati;

- luci cabina a LED installate;

- cambiato il design del portello di emergenza;

- fissato rivestimento del soffitto dai pannelli di plastica di vetro formati;

- la parete divisoria in vetro del conducente è stata fissata;

- cambiato il design del coperchio del vano motore;

- il sedile del conducente è installato con un meccanismo di sospensione;

- migliore isolamento acustico e resistenza alla corrosione della cabina secondo i requisiti europei;

- maggiore scorrevolezza[1][2].

## Varianti

### Gamma di modelli A0930
- Ataman А09301: autobus urbano, senza ABS, capacità del serbatoio del carburante 100 l, motore conforme agli standard ambientali EURO-0, cilindrata 4,57 l;

- Ataman А09302: autobus urbano, con ABS, capacità del serbatoio del carburante di 100 litri, motore diesel Isuzu 4HG1-T con turbocompressore, soddisfa gli standard ambientali EURO-2, cilindrata 4,57 litri;

- Ataman А09304: autobus urbano, con ABS, serbatoio carburante da 120 litri, motore diesel Isuzu 4HK1-XS turbo, conforme agli standard ambientali EURO-3, cilindrata del motore 5.193 litri, 129 kW o 174 cavalli, velocità massima 105 km / h, consumo carburante 13 litri/100 km, cambio meccanico a 6 marce Isuzu MZZ6U;

- Ataman A09306: autobus urbano, con ABS, capacità serbatoio carburante 120 l, motore diesel Isuzu 4HK1-E4NC con turbocompressore, conforme agli standard ambientali EURO-4, cilindrata 5.193 l, potenza 114kW, ovvero 154 cavalli, velocità massima 105 km/h , consumo di carburante 13 litri/100 km, cambio meccanico a 6 marce Isuzu MYY6S;

- Ataman А09314: autobus interurbano, lunghezza 8180 cm, passo 4175 cm, capacità totale 35 persone, posti a sedere 30, peso autobus a vuoto 5,38 tonnellate, peso a pieno 8,3 tonnellate, ABS, capacità serbatoio carburante 120 l, motore diesel Isuzu 4HK1- XS con turbocompressore, soddisfa gli standard ambientali EURO-3, cilindrata del motore di 5.193 litri, potenza 129 kW, ovvero 174 cavalli, velocità massima 105 km/h, consumo di carburante 13 litri/100 km, cambio meccanico a 6 marce Isuzu MZZ6U ;

### Gamma di modelli A093H
- Ataman А093Н2: autobus urbano, capacità totale 52 persone, posti a sedere 20, motore diesel Isuzu ISUZU 4HG1-T, soddisfa gli standard ambientali EURO-2, potenza 89 kW o 121 cavalli, adattato per il trasporto di persone con disabilità;

- Ataman А093Н3: autobus urbano, capacità totale di 52 persone, posti a sedere 20, motore diesel Isuzu 4HK1-XS con turbocompressore, soddisfa gli standard ambientali di EURO-3, potenza 129 kW o 174 cavalli, adattato per il trasporto di persone con disabilità ;

- Ataman А093Н4: autobus urbano, capacità totale di 52 persone, posti a sedere 20, motore diesel Isuzu, conforme agli standard ambientali EURO-4, potenza 148 cavalli, adattato al trasporto di persone con disabilità;

- Ataman А093Н6: autobus urbano, capacità totale di 52 persone, posti a sedere 20, motore diesel Isuzu, soddisfa gli standard ambientali EURO-4, potenza 148 cavalli, adattato al trasporto di persone con disabilità.

## Utilizzatori

### Civili
Ucraina
La gamma di modelli dell'autobus Ataman A093 è ampiamente utilizzata sia nei trasporti urbani che interurbani dell'Ucraina

### Militari
Ucraina
- Guardia nazionale dell'Ucraina